# Bnei Shimon
Le conseil régional de Bnei Shimon, en hébreu : מועצה אזורית בני שמעון, est situé au nord du Néguev en Israël.

## Liste des colonies et communautés
- Beit Kama (en)
- Brosh (en)
- Dvir (en)
- Giv'ot Bar (en)
- Hatzerim
- Kramim (en)
- Lahav
- Mishmar-Hanegev
- Nevatim (en)
- Shoval
- Shomria (en)
- Ta'ashur (en)
- Tidhar (en)

## Source de la traduction
- (en) Cet article est partiellement ou en totalité issu de l’article de Wikipédia en anglais intitulé « Bnei Shimon Regional Council » (voir la liste des auteurs).